# Klosterkirche Oldenstadt

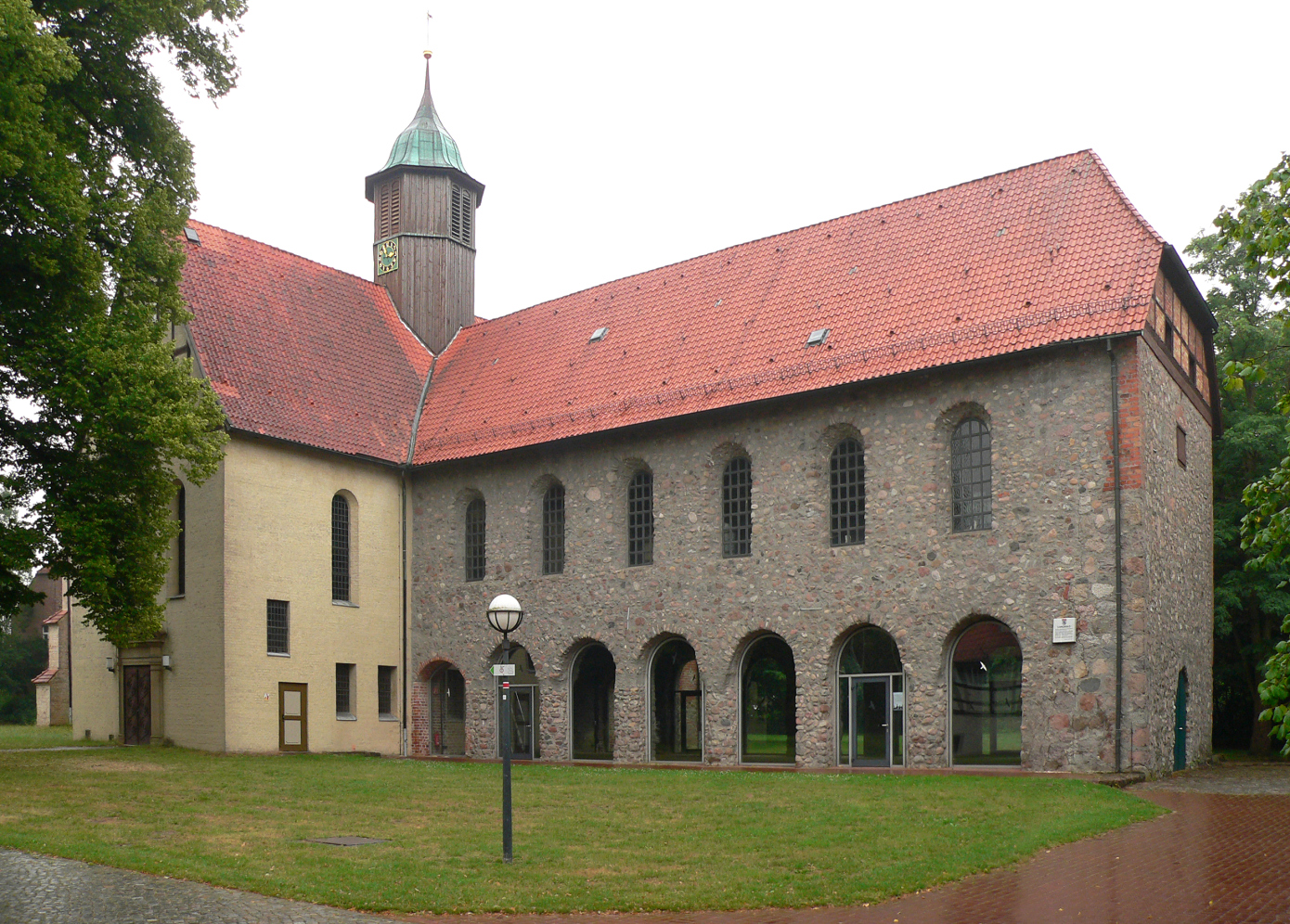
Außenansicht der Kirche mit dem Langhaus rechts

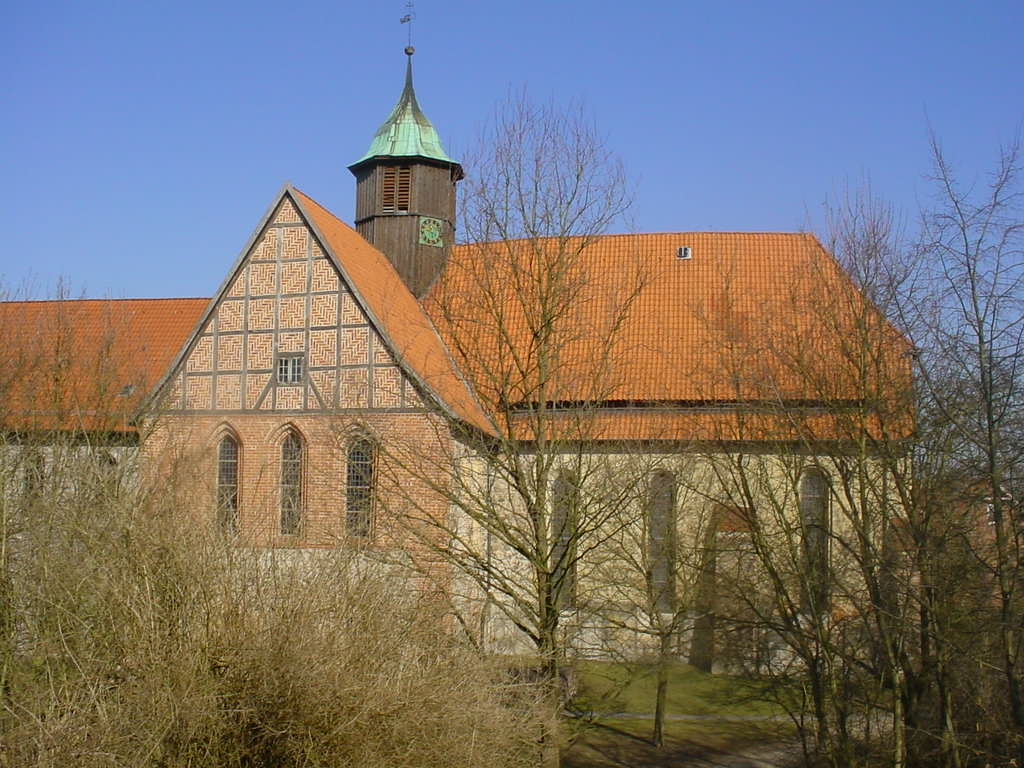
Südansicht des Gebäudeteils, der heute als Gemeindekirche genutzt wird

Die Klosterkirche St. Johannes der Täufer ist die Kirche des ehemaligen Klosters Oldenstadt. Oldenstadt bildet die Keimzelle der Hansestadt Uelzen und ist heute ein Teil des Stadtgebiets. 
Die Kirche ist der verbliebene Rest eines Benediktinerklosters, das im 12. Jahrhundert auf dem Gelände eines ehemaligen Kanonissenstifts aus dem 10. Jahrhundert entstand. Das Kanonissenstift war 966 oder 973 von Bischof Bruno I. von Verden auf dem Gut Ullishusen gegründet worden, Kirchenpatron Hl. Maria und Johannes der Täufer. Das Kloster lag verkehrsgünstig am Fernweg zwischen Goslar/Braunschweig und Lüneburg. Außerdem befand sich in unmittelbarer Nähe der Übergang über die Wipperau.

## Die heutige Kirche
Der jetzige Kirchenbau ist wahrscheinlich zwischen 1150 und 1200 entstanden. Er wurde aus Feldsteinen im Rundbogenstil der Romanik errichtet und diente den Benediktinermönchen, die 1133/37 von Corvey aus in Oldenstadt angesiedelt worden waren, als Klosterkirche. Die ehemalige Vierung und der Chorraum der Mönche stellen einen Großteil der heutigen Gemeindekirche dar. Dahinter, im Westen, befindet sich das Langhaus, der ehemalige Gemeinderaum der Kirche. Er hatte ursprünglich zwei schmale Seitenschiffe und schloss mit einem zweitürmigen Westwerk ab, von dem heute nur noch die Umrisse der Fundamente zu sehen sind. Das Langhaus ist heute im Eigentum des Landkreises Uelzen und wird für Ausstellungszwecke und Konzerte genutzt. In der Trennwand zwischen beiden Gebäudeteilen sind auf der Langhausseite noch Reste eines gotischen Lettners zu sehen, einer Abgrenzung zwischen dem Gemeinde- und dem Mönchsteil der Kirche.
Nach der Aufhebung des Klosters im Zuge der Reformation unter Abt Heyno Gottschalk (1529/31) wurde nur noch der Ostteil der Kirche als Gottesdienstraum genutzt; 1728 wurde er um sieben Meter nach Osten erweitert. Nach der Reformation gehörte die Kirche mitsamt dem Klostergut dem Herzog von Braunschweig-Lüneburg; an diese Zeit erinnert die Wetterfahne auf dem Dachreiter (1621), die das Herzogswappen trägt. Im Dachreiter hängen heute drei Glocken: eine gotische aus der Klosterzeit (14./15. Jahrhundert) sowie zwei Glocken aus dem 20. Jahrhundert (1930 und 1957).
Die Kirche wird für Gottesdienste genutzt. Es sind Besichtigungen und Führungen in der Kirche möglich.

## Die drei Vorgängerbauten

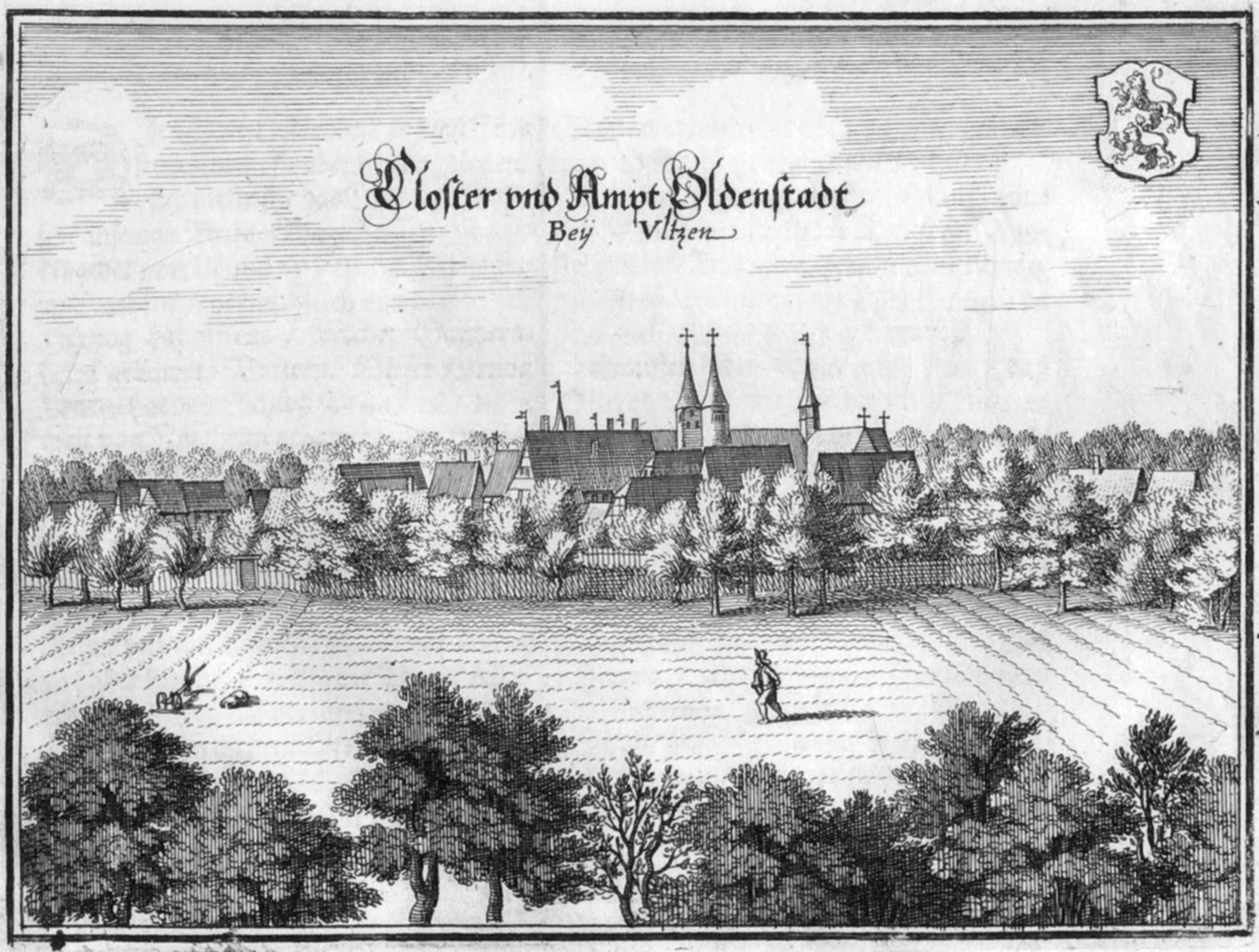
Ansicht von Kloster und Amt um 1654 als Kupferstich von Merian

Die romanische Feldsteinbasilika, die mit einer Länge von ca. 47 Metern, einer Breite von 25 Metern und einer lichten Weite von 12 Metern erhebliche Dimensionen hatte, ist der vierte Bau an dieser Stelle. Durch Ausgrabungen konnten drei Vorgängerbauten ermittelt werden:
- ein einschiffiger Holzbau aus der Zeit um oder vor 800
- ein Nachfolgerbau mit gleichem Grundriss und aus gleichem Material, der durch einen Brand vernichtet wurde
- eine dreischiffige Feldsteinbasilika aus ottonischer Zeit. Dieser Bau entstand wohl als Kirche des seit 973/74 schriftlich bezeugten Kanonissenstiftes Oldenstadt und wurde dann wahrscheinlich nach der Aufhebung dieses Stiftes (vor 1133/37) abgerissen.

Damit reicht die Kirchengeschichte Oldenstadts bis in die Zeit der Christianisierung unter Karl dem Großen zurück. Die Gräber, die in den beiden Holzkirchen gefunden wurden, machen Oldenstadt zum ältesten bislang ermittelten christlichen Begräbnisplatz im heutigen Nordostniedersachsen. Die Widmung der Kirche an Johannes den Täufer (erwähnt seit 1006, hier noch gemeinsam mit der Patronin Maria) erinnert wahrscheinlich an die Bedeutung als regionale Taufkirche.

## Die Ausstattung der Kirche

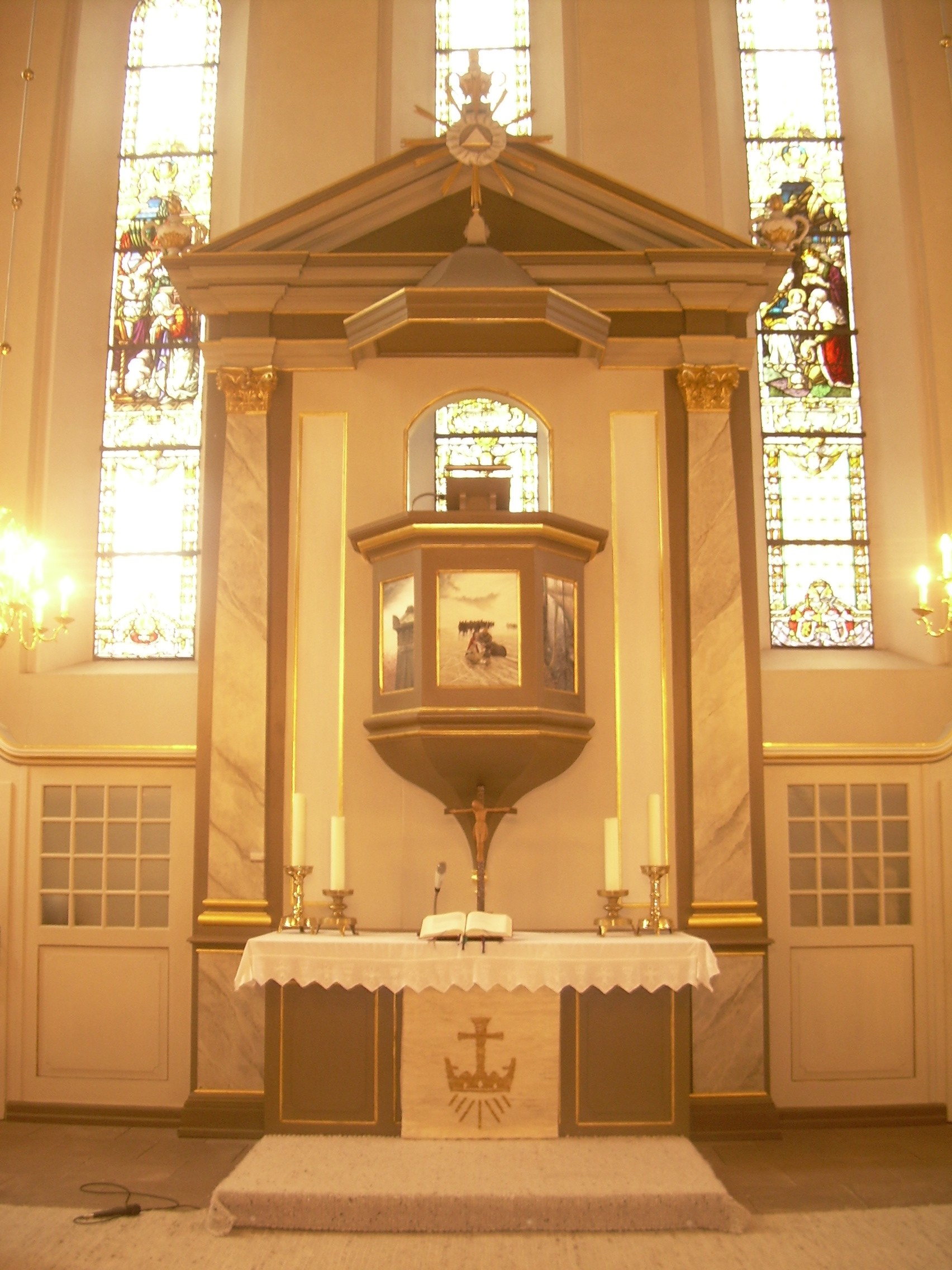
Innenansicht mit den neuen Kanzelbildern von Hermann Buß

In der heutigen Kirche erinnert nur noch wenig an die Klosterzeit. Die Ausstattung stammt im Wesentlichen aus den letzten anderthalb Jahrhunderten und unterstreicht das klassizistische Gepräge, das der Kirchenraum heute trägt.
Im Mittelpunkt der heutigen Kirche steht der Kanzelaltar (vor 1770). Über dem Schalldeckel zeigt er mit dem Auge im Dreieck ein Symbol für den dreieinigen Gott. Am Kanzelkorb befinden sich seit 2006 Bilder des Künstlers Hermann Buß / Norden. Diese Bilder zeigen neben Motiven aus der Umgebung (Grabdenkmal vor der Kirche mit Schmetterling als Lebenszeichen, Kl.-Liederner Bach) auch Menschen, die unterwegs sind, die sich zwischen Verzweiflung und Hoffnung, zwischen Gleichgültigkeit und Zuwendung befinden.
Die schlichte Kirche ist auch durch weitere Bilder des Lebens und des Glaubens geprägt. Neben dem klassizistischen Taufengel (Friedrich Pfannschmidt/Berlin, 1901) sind hier besonders auch die Glasfenster zu nennen:
- Die drei spätromantischen Glasfenster hinter dem Kanzelaltar (Glasmalereianstalt Ferdinand Müller/Quedlinburg, 1909) illustrieren in bunten Farben die Geburtsgeschichte Jesu von der Verkündigung an Maria bis zur Anbetung der Könige.
- Die drei Fenster auf der Nordseite des Kirchenschiffs (Alois Plum/Mainz, 1998) rufen die Lebensgeschichte von Johannes d. T., dem Namenspatron der Kirche, in Erinnerung.
- Das Fenster auf der Südseite (Renate Strasser/Bielefeld, 1960) zeigt Jesus bei der Bergpredigt. Menschen aller Altersgruppen und Lebenslagen sind seine Zuhörerschaft.
- Das ebenfalls aus der Nachkriegszeit stammende Fenster im südlichen Querhaus erinnert in abstrakter Formsprache an das letzte Abendmahl Jesu.

Die Oldenstädter Kirche ist bis heute ein Ort, in dem Menschen im Gottesdienst über ihr Leben nachdenken sowie Stille und Orientierung finden möchten. Musikalisch begleitet werden die Gottesdienste von der Orgel, die sich auf der nördlichen Querhausempore befindet. Das ursprüngliche, so nicht mehr vorhandene Instrument mit seiner barockisierend-klassizistisch gestalteten Schauseite stammt vom Orgelbauer Ernst Röver/Hausneindorf (1909). 1971 wurde die Orgel grundlegend umdisponiert und um ein Rückpositiv erweitert (Ludwig Hoffmann/Betheln).

## Ev.-luth. Kirchengemeinde Oldenstadt
Die ehemalige Klosterkirche ist heute Mittelpunkt der ev.-luth. Kirchengemeinde Oldenstadt im Kirchenkreis Uelzen der Evangelisch-lutherischen Landeskirche Hannovers. Zur Parochie gehören heute neben Oldenstadt und dem Kapellenort Groß Liedern (mit der gotischen Georgskapelle Groß Liedern) die Ortschaften Klein Liedern, Mehre, Pieperhöfen und Tatern. Das Gemeindehaus an der Klosterstraße wurde um 1770 vom damaligen churhannoverschen Landbaumeister Otto Heinrich von Bonn entworfen. Am Gemeindehaus befindet sich seit 2017 ein Bibelgarten.